# Beasain
Beasain en basque  (prononcer « Béachaïne », Beasáin en castillan) est une commune du Guipuscoa dans la communauté autonome du Pays basque en Espagne.

## Géographie

### Quartiers
Les quartiers de Beasain sont Altamira, Antzizar, Aratz-Matxinbenta, Arriaran, Astigarreta, Beasainmendi, Garin, Gudugarreta, Loinatz, Salbatore et Ugartemendi.

## Économie
L'économie de Beasain tourne autour de l'entreprise Construcciones y Auxiliar de Ferrocarriles. Le siège et la principale unité de production de cette entreprise de matériel ferroviaire se trouvent à Beasain.
Les principales autres entreprises sont :
- Fonderies de l'Estanda, S.A. : fonderie.
- Indar Máquinas Eléctricas, S.L. (Ingeteam[2]) : alternateurs et pompes submersibles.
- Industries Électromécaniques G.H., S.A. : machinerie d'élévation.

## Patrimoine
- La "calle San José" à Beasáin

## Personnalités
Parmi ses fils des plus connus actuellement se détache le cuisinier Karlos Arguiñano.
- Antonio Navarro de Larreátegui (1554-1624), historien et secrétaire du roi Philippe II d'Espagne.
- Saint Martin de l'Ascension (1566-1597), missionnaire, martyr et saint. Mort au Japon.
- José Martín Arana (1846-1921), industriel et maire de la localité.
- Francisco María de Arámburu Mendiaraz, militaire carliste.
- José Manuel Zubeldia (1856-1926), fut directeur de l'école publique de Portugalete durant des décennies. Très apprécié dans cette ville.
- Juan José Tellería (1857-1895), organiste et compositeur.
- Plazida Insausti (1896-2007), connue comme la grand-mère d'Euskadi dans ses dernières années, pour être la personne la plus âgée du Pays basque.
- Juan José Usabiaga, Juan de Iturralde (1897-1981), historien.
- Antonio Garmendia Otaola (1905-1971), prêtre jésuite. Docteur en philosophie, pédagogie et psychologie.
- Arcadio Pardo (1928), poète et éditeur.
- Francisco Javier Elzo (1942), sociologue et professeur d'université.
- Salva Iriarte (1952), footballeur et entraineur.
- Eva Arguiñano (1960), cuisinière et présentatrice de télévision.
- Joxe Felipe Auzmendi (1965), présentateur de télévision.
- Jon Jauregi (1968), politique du PNV. Ex-maire de Beasain (1995-2003) et ex-Député.
- Nerea Garmendia (1979), actrice.
- Gorka Elustondo (1987), footballeur.